# Campeonato Mundial de Ciclismo de Montaña de 2023
El XXXIV Campeonato Mundial de Ciclismo de Montaña se celebró en la ciudad de Glasgow (Reino Unido) entre el 3 y el 12 de agosto de 2023, bajo la organización de la Unión Ciclista Internacional (UCI) y la Federación Británica de Ciclismo.
Se compitió en dos disciplinas, las que otorgaron un total de nueve títulos de campeón mundial:
- Descenso (DH) – masculino y femenino
- Campo a través (XC) – masculino, masculino en distancia corta, masculino con bicicleta eléctrica, femenino, femenino en distancia corta, femenino con bicicleta eléctrica y mixto por relevos

## Medallistas

### Masculino
| Evento                                         | Oro                                 | Plata                             | Bronce                                |
| ---------------------------------------------- | ----------------------------------- | --------------------------------- | ------------------------------------- |
| Descenso (05.08)                               | Charlie Hatton Reino Unido 4:26,747 | Andreas Kolb · Austria · 4:27,346 | Laurie Greenland Reino Unido 4:27,976 |
| Campo a través (12.08)                         | Thomas Pidcock Reino Unido 1:22:09  | Samuel Gaze Nueva Zelanda 1:22:28 | Nino Schurter · Suiza · 1:22:43       |
| Campo a través corto (10.08)                   | Samuel Gaze Nueva Zelanda 20:27     | Victor Koretzky Francia 20:27     | Thomas Pidcock Reino Unido 20:29      |
| Campo a través con bicicleta eléctrica (09.08) | Joris Ryf · Suiza · 58:29           | Hugo Pigeon Francia 58:50         | Jérôme Gilloux Francia 1:00:07        |

### Femenino
| Evento                                         | Oro                                    | Plata                                | Bronce                                 |
| ---------------------------------------------- | -------------------------------------- | ------------------------------------ | -------------------------------------- |
| Descenso (05.08)                               | Valentina Höll · Austria · 4:58,242    | Camille Balanche · Suiza · 5:00,262  | Marine Cabirou Francia 5:00,603        |
| Campo a través (12.08)                         | Pauline Ferrand-Prévot Francia 1:24:14 | Loana Lecomte Francia 1:25:28        | Puck Pieterse · Países Bajos · 1:25:41 |
| Campo a través corto (10.08)                   | Pauline Ferrand-Prévot Francia 21:17   | Puck Pieterse · Países Bajos · 21:21 | Evie Richards Reino Unido 21:25        |
| Campo a través con bicicleta eléctrica (09.08) | Nathalie Schneitter · Suiza · 52:23    | Sofia Wiedenroth · Alemania · 53:23  | Justine Tonso Francia 53:57            |

### Mixto
| Evento                             | Oro | Plata                                                                                              | Bronce |
| ---------------------------------- | --- | -------------------------------------------------------------------------------------------------- | --- |
| Campo a través por relevos (09.08) | Dario Lillo · Nicolas Halter · Nino Schurter · Linda Indergand · Ronja Blöchlinger · Anina Hutter · Suiza · 1:05:42 | Adrien Boichis Julien Hemon Jordan Sarrou Loana Lecomte Line Burquier Anaïs Moulin Francia 1:05:51 | Tobias Lillelund Albert Philipsen Sebastian Fini Carstensen Julie Lillelund Sofie Pedersen Caroline Bohé Dinamarca 1:06:23 |

## Medallero
| Núm. | País          | Oro | Plata | Bronce | Total |
| ---- | ------------- | --- | ----- | ------ | ----- |
| 1    | Suiza         | 3   | 1     | 1      | 5     |
| 2    | Francia       | 2   | 4     | 3      | 9     |
| 3    | Reino Unido   | 2   | 0     | 3      | 5     |
| 4    | Austria       | 1   | 1     | 0      | 2     |
| 4    | Nueva Zelanda | 1   | 1     | 0      | 2     |
| 6    | Países Bajos  | 0   | 1     | 1      | 2     |
| 7    | Alemania      | 0   | 1     | 0      | 1     |
| 8    | Dinamarca     | 0   | 0     | 1      | 1     |
|      | TOTAL         | 9   | 9     | 9      | 27    |